# Сагаев, Константин
Константин Сагаев (настоящие имя и фамилиья — Константин Димитров Стаматов) (7 декабря 1889, с. Фердинандово Княжество Болгария (ныне Первенец (Пловдивская область)) — 27 августа 1963, София, Болгария) — болгарский писатель
, поэт, драматург, редактор, переводчик и театральный деятель, основатель первой болгарской драматической школы. Член Союза писателей Болгарии.

## Биография
После окончания средней школы в Пловдиве, изучал право в университетах Софии, Белграда и Вены.
Участник Первой Балканской войны (1912—1913). После окончания войны учительствовал в Пловдиве, работал главным редактором газеты «Трибуна» (1913—1914).
В 1918 году переехал в Софию, где стал активно участвовать в общественной жизни, был главным редактором журнала «Социальное обновление» (1919—1920), газеты «Театр» (1923—1924), журнала «Время» (1928).
Основатель и директор первой болгарской драматической школы в Болгарии (1921—1936). В 1922 году создал первый в Болгарии театр для детей и подростков. С 1926 года — член секретариата Общества драматургов и актёров театра. Директор Национального театра и Национальной оперы в Софии (1931—1933).
С 1909 года автор ряда публикаций, рассказов, книг для детей и юношества, статей и обзоров по культурным и социальным вопросам. Автор учебных пособий по театральному искусству.
Занимался переводами пьес Гёте, Ибсена, А. Мюллера, драматических произведений для детей и юношества.

## Избранные произведения
- «Стихи» (1916),
- «Душевный жар» (стихи, 1918),
- "Где? Книга для человека "(1919),
- «Вихри. Драматические зарисовки» (1923),
- «Элементы драматического искусства» (1927),
- «На костре во имя Бога» (рассказ, 1927),
- «Али-Баба и 40 разбойников» (пьеса для детей, 1928),
- «Эльф на дне озера. Иуда из Назарета. Вольнодумство» (4 одноактные пьесы, 1928),
- «Фу! Большой палец» (пьесы для детей, 1928),
- «Младенец Вифлеем. Видение Цезаря» (пьесы для подростков, 1929),
- «Гном Мук. Аист-Калиф» "(пьесы для детей, 1929),
- «Эфигения в Авлиде. Грабители» (по пьесе Еврипида и Шиллера, 1929),
- «За свечи, которые горят в храме» (художественные очерки, 1929),
- «Кузнец — сын царя. Семь воронов» (пьеса для детей, 1929),
- «Король Марко» (пьеса для детей, 1929),
- «Удача» (пьеса для детей, 1929),
- «Кот без сапог» (пьеса для детей, 1929),
- «Ситненцы» (комедия для детей и подростков, 1929),
- «События с Моню и Бонью» (1929),
- «Театр. Генезис, цели, задачи и условия» (1929),
- «Томонори» (японская сказка, 1929),
- «Королевский урок» (спектакль для детей, 1929),
- «Детский театр как дидактический инструмент» (1930),
- «Откровения актёра. Приговоры и афоризмы» (1930),
- «Деревенский театр» (1930),
- «Болгарская драматическая школа. Система и план» (1931),
- «Сёстры. В огне. Хитрая лиса. Сын пирата» (детские пьесы, 1931),
- "Болгарский национальный театр. 1930—1931 (1934),
- «Слоты» (драматические этюды, 1934),
- «Крошащиеся берега. Драски» (1934),
- « Audia-tur et altera pars! Выводы о состоянии и деятельности современного живого театра и препятствиях в нём» (1935),
- "Вихрь "(драматическая хроника, 1936),
- «Найден Геров» (1936),
- "Лисья хитрость (пьеса),
- «Если король заберёт меня…» (пьеса-сказка) (1938),
- «Я хочу возмездия» (народная пьеса, 1940),
- «Папа, папа, куда мы идем?» (спектакль, 1940),
- «Сегодня вечером нет силы!» (спектакль, 1940),
- «Он» (пьеса, 1940),
- «Той» (пьеса, 1942).

Отец Димитра Сагаев (1915—2003), композитора, дирижёра, музыкального педагога и Любомира Сагаев (1917—2001), музыковеда.